# 최형묵
최형묵(1992년 2월 22일~)은 대한민국의 레슬링 선수이다. 2015년 경북문경 세계군인체육대회 레슬링 그레코로만형 59kg급 동메달리스트이다.